# ラド・チャチャニドゼ
ラド・チャチャニドゼ（Lado Chachanidze、2000年5月14日 - ）は、プロD2USONヌヴェール・ラグビーに所属するラグビーユニオン選手。

## プロフィール
- ジョージア出身[1]。
- ポジションはロック(LO)。
- 身長 185cm、体重 122kg
- ジョージア代表キャップは16（2024年7月現在）でラグビーワールドカップ2023のジョージア代表に選ばれた[2]。

## 略歴
レロ・サラセンズ、バイヨンヌを経て、2022年、USONヌヴェールに加入。 